# Nissan Pulsar
Nissan Pulsar — малолитражный и компактный автомобиль, выпускаемый японской компанией Nissan с 1978 по 2000 год. В 2013 году Nissan заменил Tiida в Австралии и Новой Зеландии двумя новыми моделями под маркой Pulsar. Они были основаны на седане Nissan Sylphy (B17) и хетчбэке Nissan Tiida (C12), последний также продавался в Таиланде под названием Pulsar.

## Первое поколение
Модель Pulsar (N10) была представлена в мае 1978 года и заменила более раннюю Cherry F-II. Сначала Pulsar предлагался в кузове 4-дверного фастбэка, с двигателем Он сохранил реечное рулевое управление Cherry, а также независимую подвеску со спиральными стойками спереди и пружинными рычагами сзади.1,2 или 1,4 л.
3-дверный хетчбэк и купе прибыли в сентябре 1978 года. Многие экспортные рынки предлагали 1,0-литровый (A10) двигатель мощностью 45 л. с. (33 кВт), в то время как 1,2-литровый (A12) предлагал 52 л. с. (38 кВт).
Ещё один Pulsar производился в Японии под названием Nissan Langley с 1980 года и был представлен как «мини Skyline» специально для Nissan Prince Shop.
Pulsar в кузове фургон впервые был выпущен в ноябре 1978 года, а экспортные модели универсалов впервые появились в начале 1979 года.

## Второе поколение
Pulsar 2-го поколения (N12) представлен в апреле 1982 года. В Европе автомобиль сохранил название Cherry, а в Малайзии и Южной Африке его продавали как Nissan Langley. Седан и хетчбэк Pulsar этого поколения продавались в Северной Америке только в 1983 модельном году.

#### Азия
На внутреннем японском рынке были представлены новые модели Pulsar в кузовах 3-дверного или 5-дверного хетчбэка, а также 2-дверное купе Pulsar EXA. В мае 1983 года были представлены 1,7-литровый дизель CD17 и бензиновый двигатель мощностью 115 л. с. (85 кВт). В июне появился 4-дверный седан.
Модель была обновлена в конце марта 1984 года более широкими и тонкими фарами.

#### Австралия
Pulsar (N12) поступил на Австралийский рынок в октябре 1982 года.

#### Европа
На европейском рынке Pulsar был доступен с бензиновым двигателем объёмом 1,0 литра 50 л. с. (37 кВт). В начале 1983 года производился дизельный вариант объёмом 1,7 литра.
Эта модель также была построена в Италии компанией Alfa Romeo под названием Arna с использованием двигателей Alfa Romeo Boxer.

## Третье поколение
В 1986 году руководитель проекта Nissan велел своей команде разработчиков создать недорогой малолитражный автомобиль и в результате этого была выпущена серия Pulsar (N13). Автомобиль появился в мае 1986 года и включал в себя постоянный полный привод с вязкостной муфтой.

#### Азия
Pulsar продавался в Японии в кузовах 3-дверного и 5-дверного хетчбэка, а также 4-дверного седана. В апреле 1988 года 1,5-литровые двигатели заменили на новое поколение GA. Langley и Liberta Villa продавались в Японии как версии Pulsar с ограниченным количеством двигателей. 3-дверные Langley и Liberta Villa имели полностью переработанную заднюю часть, а у седанов были изменены двери, задние стёкла и задние боковые панели. 5-дверный хетчбэк Langley был снят с производства. В Малайзии Pulsar (N13) продавался как Nissan Sentra.

#### Африка
В Южной Африке Pulsar продавался как Nissan Sabre. Модель была доступна в кузовах 3-дверного и 5-дверного хетчбэка, а также 4-дверного седана.

#### Австралия
В Австралии Pulsar (N13) предлагался с 4-цилиндровыми двигателями:
- 1,6 л SOHC, 56 кВт (75 л. с.).
- 1,8 л SOHC, 79 кВт (106 л. с.).
- 1,8 л SOHC, 84 кВт (113 л. с.).

#### Европа
В Европе Pulsar (N13) продавался под названием Nissan Sunny. Модель Sunny GTi имела 1,6-литровый 16-клапанный двигатель мощностью 110 л. с. (81 кВт).

## Четвёртое поколение
Выпуск 4-го поколения Nissan Pulsar (N14) начался в 1990 году. Langley и Liberta Villa были заменены на Nissan Primera. Автомобиль выпускался в Великобритании как Nissan Sunny с марта 1991 года, а в конце 1995 года его заменила Almera. В США и Канаде Pulsar (N14) предлагался как Nissan NX1600.

#### GTI-R

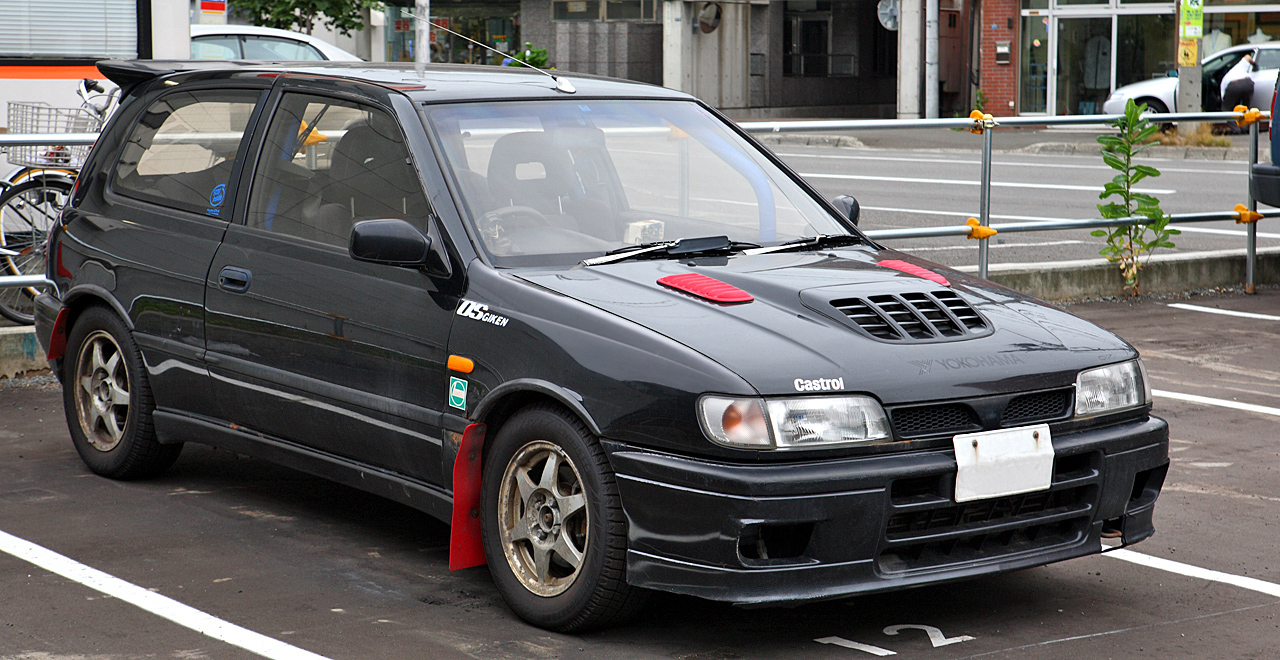
Nissan Pulsar GTI-R

Pulsar (N14) представил 3-дверный хетчбэк GTI-R, который продавался в Японии как Pulsar (E-RNN14) и в Европе как Sunny (EGNN14). GTI-R производился в 1990—1994 годах и оснащался 2,0-литровым двигателем SR20DET с турбонаддувом мощностью 227 л. с. и системой полного привода. Кузов этой модели отличается большим задним крылом и капотом. GTI-R способен разгоняться с 0 до 100 км/ч за 5 секунд при заявленной производителем максимальной скорости 232 км/ч.

## Пятое поколение
С 1995 года Pulsar (N15) выпускался как компактный автомобиль вместо субкомпактного и продавался в Европе как Nissan Almera.

## Шестое поколение
В Австралии и Новой Зеландии Nissan продолжал использовать название Pulsar для шестого поколения (N16), а в Японии модель обозначена как Nissan Bluebird Sylphy.

## Седьмое поколение

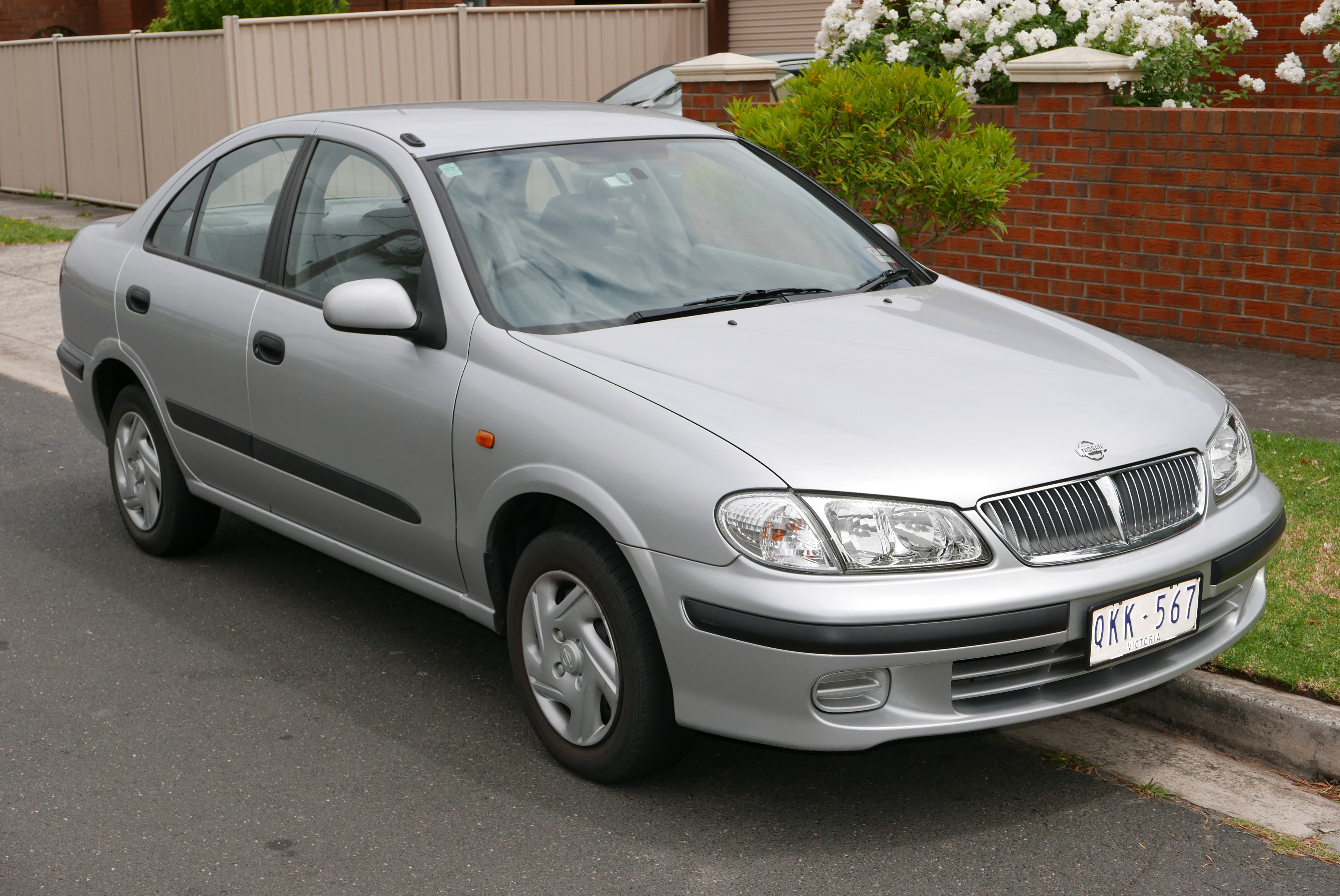
Nissan Pulsar (N16) седан

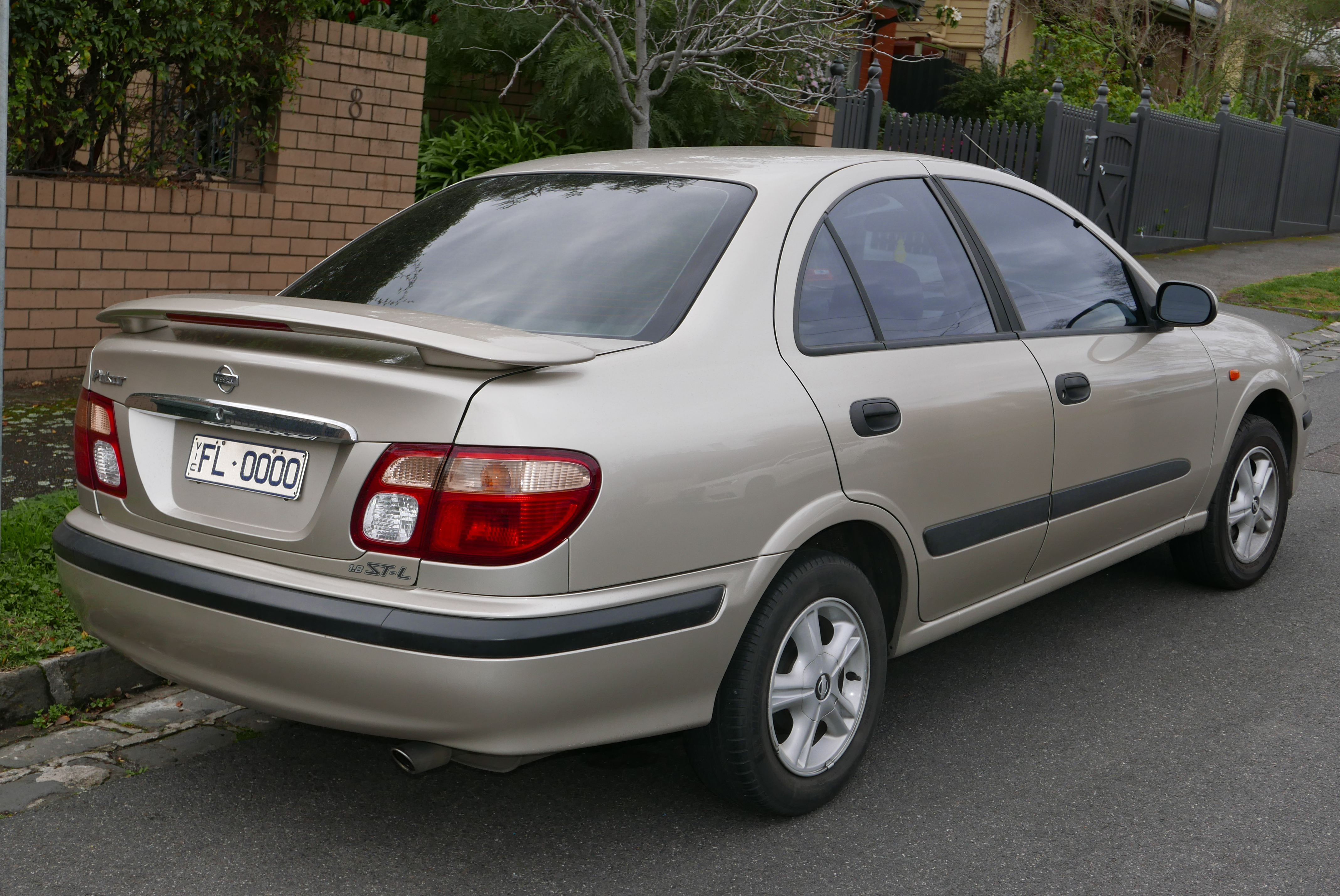
Nissan Pulsar (N16) седан

Nissan Pulsar (C12) выпускался с 2013 года и представляет собой переименованный Nissan Tiida для рынков Таиланда и Новой Зеландии.